# Zakłady Naprawcze Taboru Kolejowego w Słupsku
Zakłady Naprawcze Taboru Kolejowego w Słupsku – zakłady naprawcze taboru kolejowego w Słupsku, działające w latach 1869–1997.

## Historia

### Do 1945 roku
Zakłady powstały około 1869 jako zaplecze naprawcze taboru miejscowej jednostki kolejowej Bahnbetriebswerk Stolp. Po kilku latach nadano im nazwę Głównego Warsztatu Naprawczego (Hauptwerkstatte Stolp). W latach 1924–1925 zakład w Słupsku okresowo funkcjonował jako wydział (BAbt.) zakładów naprawczych w Stargardzie (Eisenbahn-Ausbesserungswerk Stargard); zatrudniał 218 pracowników. W 1925 na jego bazie utworzono wagonownię (Betriebswagenwerk), zarządzaną przez miejscowy oddział mechaniczny (Maschinenamt Stolp), której zmieniono nazwę najpierw na Bahnbetriebswagenwerk Stolp [Bww Stp], a później Reichsbahnausbesserungswerk Stolp. W 1941 zatrudnienie wynosiło 110 osób.

### Podobóz Pracy Słupsk
Pod koniec II wojny światowej (1944–1945) na terenie zakładu było też zatrudnionych 620 więźniów narodowości żydowskiej z obozu koncentracyjnego w Stutthof – w Podobozie Pracy Słupsk (Außenarbeitslager Stolp). Więźniowie byli zatrudnieni przy naprawie i czyszczeniu wagonów, pracach torowych. Zakwaterowani byli w jednej z hal oraz w sali gimnastycznej. Komendantem podobozu był SS-Hauptscharführer Julius Sakowski. Funkcje wartownicze pełnili strażnicy ochrony kolei (Banschutzmänner).

Na miejscu podobozu odsłonięto pomnik ku czci więźniów tam osadzonych, umieszczając napis: 

Pamięci ofiar hitlerowskiego bestialstwa - 800 więźniom obozu koncentracyjnego Stutthof, męczonych i mordowanych od lipca 1944 do lutego 1945 na terenie wagonowni w Słupsku.

### Po 1945 roku
Po wyzwoleniu w zabudowaniach przy ul. Kołłątaja pomieszczono w 1945 Warsztaty wagonowe, na bazie których funkcjonowała w nich Wagonownia (1954–1967). Wagonownię przeniesiono 1 kwietnia 1967 na drugą stronę torów do obiektu dawnego dworca kolei wąskotorowej przy ul. Grunwaldzkiej, który dotychczas użytkowała służba drogowa PKP, zaś infrastrukturę oraz 70 pracowników przekazano ZNTK w Gdańsku. Niedługo potem utworzono samodzielne ZNTK w Słupsku, które funkcjonowało do połowy lat dziewięćdziesiątych, zaś ich infrastrukturę ponownie przekazano ZNTK w Gdańsku. Ostatnich pracowników zwolniono 30 czerwca 1997. Następnie teren sprzedano inwestorom, którzy wybudowali w 2006 w tym miejscu hipermarket sieci Kaufland.
Ostatnim Kierownikiem ZNTK Słupsku był Ryszard Możejko, przed nim Roman Chaciński.